# Томаш Бобчек
Томаш Бобчек (словац. Tomáš Bobček; нар. 8 вересня 2001, Ружомберок, Словаччина) — словацький футболіст, нападник польського клубу «Лехія» (Гданськ).

## Клубна кар'єра

### Ружомберок
Томаш вихованець клубу «Ружомберок». На початку ігрової кар'єри дев'ять матчів провів у складі другої команди «Ружомберок».
У складі основної команди дебютував 2 березня 2019 року в матчі проти «Земплін» (Михайлівці), гра завершились безгольовою нічиєю 0−0.

### Лехія Гданськ
4 вересня 2023 року словак приєднався до польської команди «Лехія» (Гданськ). 16 вересня 2023 року дебютував у матчі проти клубу «Одра» (Ополе) гра зваершилась безгольовою нічиєю 0−0. Через шість днів Томаш оформив дубль у переможній грі 5−1 над ГКС (Катовиці).
26 липня 2025 року Бобчек оформив перший хет-трик у програному матчі 3−4 проти чиного чемпіона Польщі «Лех» (Познань).

## Збірні
Виступав за юнацькі збірні Словаччини: U-16, U-17, U-18 та U-19.
Три гри провів у складі молодіжної збірної Словаччини у 2022 році.

## Досягнення
Лехія Гданськ
- Переможець першої ліги Польщі (1): 2023–24[10]

Індивідуальні
- Молодіжна збірна сезону Словацької Суперліги: 2021–22[11]